# Mary Hutcheson Page
Mary Hutcheson Page (Columbus, 16 marzo 1860 – Massachusetts, 1940) è stata un'attivista statunitense di Brookline, Massachusetts.
È stata membro e leader di organizzazioni per il suffragio femminile sia a livello statale che nazionale e ha scritto sul tema del suffragio per una varietà di pubblicazioni. Ha lavorato con altre suffragette americane, come Carrie Chapman Catt e Susan B. Anthony.

## Biografia

### Primi anni di vita
Mary Hutcheson Page nacque il 16 marzo 1860 a Columbus, Ohio. I suoi genitori erano Lucretia Deshler Hutcheson e Joseph Hutcheson, un banchiere. Dai nove ai quattordici anni, Mary visse in Europa con i suoi genitori fino alla morte di suo padre. Sua madre morì pochi anni dopo e a questo punto si trasferì allora a Boston.

### L'età adulta
Quando si trasferì a Boston, divenne una delle prime studentesse al Massachusetts Institute of Technology. Era una studentessa eccezionale e studiò biologia e chimica.
Nel 1890 all'età di trent'anni sposò George Hyde Page. George scrisse opere teatrali, poesie e preghiere per il suffragio, comprese le opere teatrali A Choice of Evils e On Equal Terms, che furono descritte dalla National American Woman Suffrage Association come "lontane dalla predica e ben accolti a Brookline, nel Massachusetts, dove furono inizialmente messi in scena. Vissero insieme a Brookline fino al 1918 e possedevano una casa estiva a Chocorua, nel New Hampshire. Ebbero 4 figli.

### Attività per il suffragio
Mary Page fu un membro attivo e leader in molte organizzazioni per il suffragio femminile a livello statale e nazionale dal 1890 fino al suo pensionamento e al definitivo trasferimento in California nel 1918. Fondò il Discussion Club di Brookline, che divenne poi il Brookline Equal Suffrage Association (Associazione del suffragio per l'uguaglianza di Brookline). È stata presidente del consiglio di amministrazione, CEO e membro della BESA. Alla fine degli anni 1890 fondò il Committee for Work per raccogliere fondi per la campagna per il suffragio del Colorado, che alla fine avrebbe portato alla fondazione della Boston Equal Suffrage Association for Good Government nel 1901. Nel 1893 prestò servizio nel Comitato per la Letteratura del National American Woman Suffrage Association sotto la presidenza di Carrie Chapman Catt, ma alla fine rinunciò alla sua posizione a causa del suo lungo viaggio in Europa previsto per la fine dell'anno. Alla convention annuale della National American Woman Suffrage Association nel 1893 presiedette una discussione dal titolo "Quale lavoro legislativo lo Stato e le associazioni nazionali per il suffragio cercheranno di fare? E come sarà realizzato?" Nel 1899 Susan B. Anthony scrisse alla Page per ringraziarla per il suo lavoro con Carrie Chapman Catt sulle campagne per il suffragio in Oklahoma e Arizona e per chiederle la sua opinione sull'acquisizione della parità di diritti di voto alle Hawaii.
La Page fu anche presidente della Massachusetts Woman Suffrage Association, membro del Comitato Esecutivo Nazionale della Congressional Union for Women Suffrage, e alla fine divenne presidente della National Woman Suffrage Association nel 1910. Organizzò la delegazione del Massachusetts alla National Woman Suffrage Association convention del 1904, e organizzò la campagna per il suffragio di stato dell'Ohio del 1912. Durante il suo periodo come presidente del Comitato Industriale della Massachusetts Equal Suffrage Association, conquistò l'appoggio dei sindacati del Massachusetts per il suffragio femminile. Il suo interesse per il suffragio non era limitato alle donne negli Stati Uniti. Fece anche diversi viaggi in Europa e mantenne una corrispondenza con la suffragetta inglese Emmeline Pankhurst, che in seguito la ospitò nel suo viaggio del 1909 nel Massachusetts.
Era nota per le sue capacità nella raccolta fondi e nella comunicazione personale con le singole donne, convincendole a unirsi al movimento del suffragio, ma non era un'entusiasta oratrice pubblica. Usò la sua rete di contatti individuali per raccogliere fondi e ottenere assistenza e fu anche scrittrice di periodici sul suffragio e di altre pubblicazioni. Alcuni titoli includono The Subjegation of Sex e The Position of Women, e scrisse una lettera nel 1909 al direttore del Boston Herald che sottolineava l'importanza del lavoro svolto dalle suffragette inglesi.
Verso la fine della sua carriera lavorò con MSWA e BESAGG per aprire un negozio a Boston ed iniziò a reindirizzare la sua attenzione da eventi programmati e formali ad altri di azione pubblica informale. Guidò il Comitato Votes for Women, che era un progetto congiunto tra MSWA e BESAGG, e organizzò un circuito di viaggi tra le città americane in cui i suffragisti tennero discorsi ai residenti per ottenere sostegno.

### Ritiro, morte ed eredità
Nel 1918 si ritirò dal suo lavoro nel suffragio e si trasferì con la sua famiglia in California. Suo marito George morì nel 1923, ed allora lei tornò in Massachusetts e vi visse fino alla sua morte nel 1940. Le sue figlie continuarono ad essere suffragette attive. I suoi documenti sono attualmente detenuti dalla Biblioteca Schlesinger sulla Storia delle Donne in America.